# برايان جونسون (لاعب هوكي الجليد)
برايان جونسون هو لاعب هوكي الجليد كندي، ولد في 1 أبريل 1960 في مونتريال في كندا.

## وصلات خارجية
- برايان جونسون على موقع HockeyDB.com (الإنجليزية)
- برايان جونسون على موقع Hockey-Reference.com (الإنجليزية)